# Fris de Bassoues
Fris est un soldat du VIIIe siècle ayant participé à la lutte contre les Sarrasins et mort au combat. Il est reconnu saint par l'Église catholique.

## Biographie
Selon la légende, il serait un fils de Radbod Ier de Frise et se serait rapproché de son oncle Charles Martel après sa conversion au christianisme.
En 732, Fris aurait mené un assaut, alors qu'il se trouvait dans les environs de Lupiac, sur les troupes sarrasines avançant en Gascogne. Contraint de prendre la retraite face à l'avancée des troupes d'Abdérame, il se serait arrêté à Bassoues. Là, il aurait réuni ses troupes et lancé un second assaut lors duquel il est atteint d'une flèche à la cuisse. Le cheval l'aurait alors traîné près d'une rivière appelée « la Guiroue » où il meurt.